# Hieracium morulum
Hieracium morulum là một loài thực vật có hoa trong họ Cúc. Loài này được (Dahlst.) Dahlst. mô tả khoa học đầu tiên năm 1895.